# Carbajo
Carbajo (extremadurai nyelven El Carvaju) település Spanyolországban, Cáceres tartományban. Carbajo Membrío, Santiago de Alcántara és Idanha-a-Nova községekkel határos. Lakosainak száma 177 fő (2024).

## Népesség
A település népessége az elmúlt években az alábbi módon változott:
| Lakosok száma | 280  | 251  | 253  | 227  | 226  | 223  | 217  | 200  | 198  | 177  |
|               | 2001 | 2004 | 2006 | 2009 | 2011 | 2014 | 2016 | 2019 | 2021 | 2024 |